# Ki kicsoda a magyar sportéletben?
A Ki kicsoda a magyar sportéletben? a szekszárdi Babits Kiadó gondozásában jelent meg három kötetben. Az első kötetet 1994-ben, a további kettőt 1995-ben adták ki. (Összkiadás: ISBN 963-780-683-0)
A lexikon a Révai új lexikona segédkönyveként A századvég magyarsága sorozatban jelent meg.
Kortárs vagy 1990. január és 1995. szeptember között elhunyt sportolók, edzők, sportvezetők, sportújságírók, sportorvosok, sportszakemberek életrajzát tartalmazza a három kötet összesen 1496 oldalon, 6097 szócikkben.
A lexikont Kozák Péter írta és szerkesztette, a labdarúgás-életrajzokat Rochy Zoltán, a sakkéletrajzokat Bottlik Iván írta.
A harmadik kötet tartalmazza a sportszövetségek és -egyesületek címlistáját is, melyet Apjok Gizella állított össze.